# Teublitz
Teublitz – miasto w Niemczech, w kraju związkowym Bawaria, w rejencji Górny Palatynat, w regionie Oberpfalz-Nord, w powiecie Schwandorf. Leży około 12 km na południe od Schwandorfu, nad rzeką Naab, przy drodze B15.

## Dzielnice
W skład miasta wchodzą następujące dzielnice: 
- Katzdorf
- Münchshofen
- Premberg
- Saltendorf an der Naab

## Współpraca
Miejscowości partnerskie:
- Baborów, Polska
- Blovice, Czechy